# Гильменд (провинция)

Карта провинции Гильменд

Гильме́нд (пушту ‎и дари هلمند — Хильменд) — самая крупная по площади провинция Афганистана. Расположена на юге страны — границе с Пакистаном. На востоке граничит с провинцией Кандагар, на севере — с провинцией Гор, на западе — с Нимрузом, на северо-востоке — с Урузганом, на северо-западе — с Фарахом.

## Административное деление

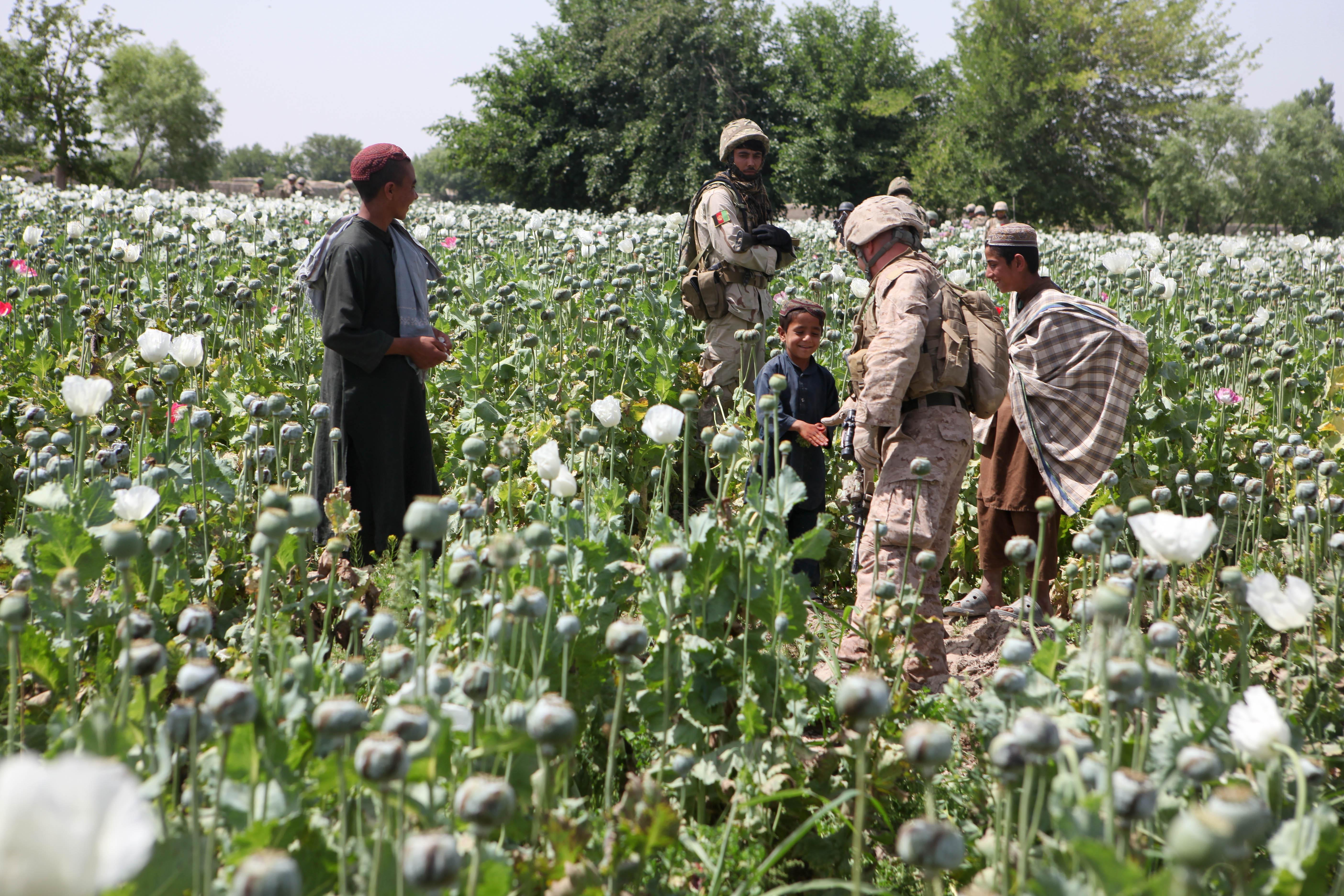
Американские и афганские солдаты на маковом поле в провинции Гильменд

Провинция Гильменд делится на 14 районов:
- Багран;
- Вашир;
- Гармсир;
- Дишу;
- Каджаки;
- Лашкаргах;
- Муса-Кала;
- Над-Али;
- Наваи-Баракзайи;
- Навзад;
- Нахри-Сарадж;
- Сангин;
- Ханашин.

## Население
Основное население — пуштуны.

### Города
- Лашкар Гах (Lashkar Gah);
- Марджех (Марджа)(Marjeh);
- Муса Кала (Musa Qala);
- Сангин (Sangin).

## История
XIX век
XX век
Гильменд — одна из самых неспокойных афганских провинций, она считается одним из главных оплотов Талибана.
XXI век
В ходе контртеррористической операции в Афганистане в 2003 году здесь развернулись наиболее ожесточённые бои с талибами.

## Борьба с наркотиками
Провинция Гильменд является крупнейшим производителем опиума.
Как сообщается в ежегодном докладе о производстве опиумного мака в Афганистане Комитета ООН по наркотикам (UNODC) за 2007 год, площадь посадок опиумного мака в провинции составила 103 тысячи га.